# The Rise of Susan
The Rise of Susan è un film muto del 1916 diretto da Stanner E.V. Taylor che ha come protagonista Clara Kimball Young.
Nel film, l'attrice sfoggia le eleganti creazioni di Lucile, una famosa casa di moda creata dall'inglese Lady Duff Gordon, una stilista che aveva come clienti i nomi celebri del jet set e che lavorò anche come costumista per il teatro e il cinema.

## Trama
Il padre di Susan mantiene la famiglia lavorando in una prestigiosa casa di moda. La figlia viene richiesta come modella e i suoi modi eleganti colpiscono la signora Luckett, un'arrampicatrice sociale. Così, quando una contessa, ospite d'onore al ricevimento che la signora ha organizzato, le manda una nota di scuse dove le annuncia che non potrà intervenire, lei pensa di sostituirla con Susan, spacciandola per l'aristocratica che le ha dato buca. Nel corso della serata, con i suoi modi alteri e aristocratici, la ragazza inganna tutti e diventa la star del ricevimento. Tra gli ammiratori, spicca il ricco Clavering Gordon che - con irritazione della signora Luckett, madre di Ninon - si innamora di Susan. Così, quando lui le si dichiara, lei accetta la proposta di matrimonio. Ma Sinclair La Salle, il segretario della signora Luckett, che è a parte del segreto, minaccia di rivelare a tutti la vera identità della ragazza, Susan - dopo aver confessato in pubblico la sua vera condizione - sparisce. Abbandonato sull'altare, Clavering torna da Ninon, che sposa. Ma la donna è una tossicodipendente e le su condizioni peggiorano sempre di più, finché - qualche anno dopo - finisce ricoverata in ospedale. Lì lavora, come infermiera, Susan. Quando rivede la sua antica rivale, Ninon, accecata dalla rabbia, prende delle forbici e ferisce agli occhi l'altra. Poi si uccide, gettandosi dalla finestra. In questo modo, Clavering incontra l'infermiera della sua defunta moglie, riconosce Susan e tra i due nasce nuovamente l'amore. Si sposeranno e la donna riacquisterà piano piano la vista.

## Produzione
Il film fu prodotto dalla Peerless Productions con i titoli di lavorazione Cosette e The Story of Susan.

## Distribuzione
Distribuito dalla World Film, il film uscì nelle sale cinematografiche USA il 18 dicembre 1916 con il titolo originale The Rise of Susan. In Francia, dove fu distribuito il 7 novembre 1919 dalla Select Films, fu ribattezzato La Comtesse Suzanne.
Fu l'ultimo film di Clara Kimball Young distribuito dalla World Film. Secondo Kevin Brownlow in Behind the Mask of Innocence, l'uscita della pellicola fu ritardata di un anno.